# Молетский музей техники
Молетский музей техники (лит. Molėtų technikos muziejus) — литовский частный технический музей, располагающийся недалеко от города Молетай. Открыт в 2019 году, в музее представлены различные образцы автомобильной, авиационной и бытовой техники.

## История
Молетский музей техники был открыт 25 мая 2019 года. Его основателем является Имантас Мекас (лит. Imantas Mekas), который начал собирать коллекцию автомобилей в 2013 году. По словам одного из гидов музея, Ричардаса Жичкуса, Имантас начал увлекаться автомобилями с детства, ещё в школе занимался ремонтом и продажей мопедов, позже перейдя к автомобилям. Сегодня музей предоставляет услуги по аренде транспорта для съёмок фильмов. Так в 2019 году большая часть различных автомобилей, автобусов и грузовиков участвовали на съёмках фильма Чернобыль компании HBO.

## Экспозиция
Сегодня в экспозиции представлено более 250 экземпляров различной техники, в основном включающая экспонаты 1980-х и 90-х годов, самый старый экспонат был изготовлен в 1955 году. Экспозиция включает в себя старые автомобили. автобусы, грузовики, мотоциклы, мотороллеры, самолёт Ан-2, разные бытовые предметы времён СССР.

## Изображения

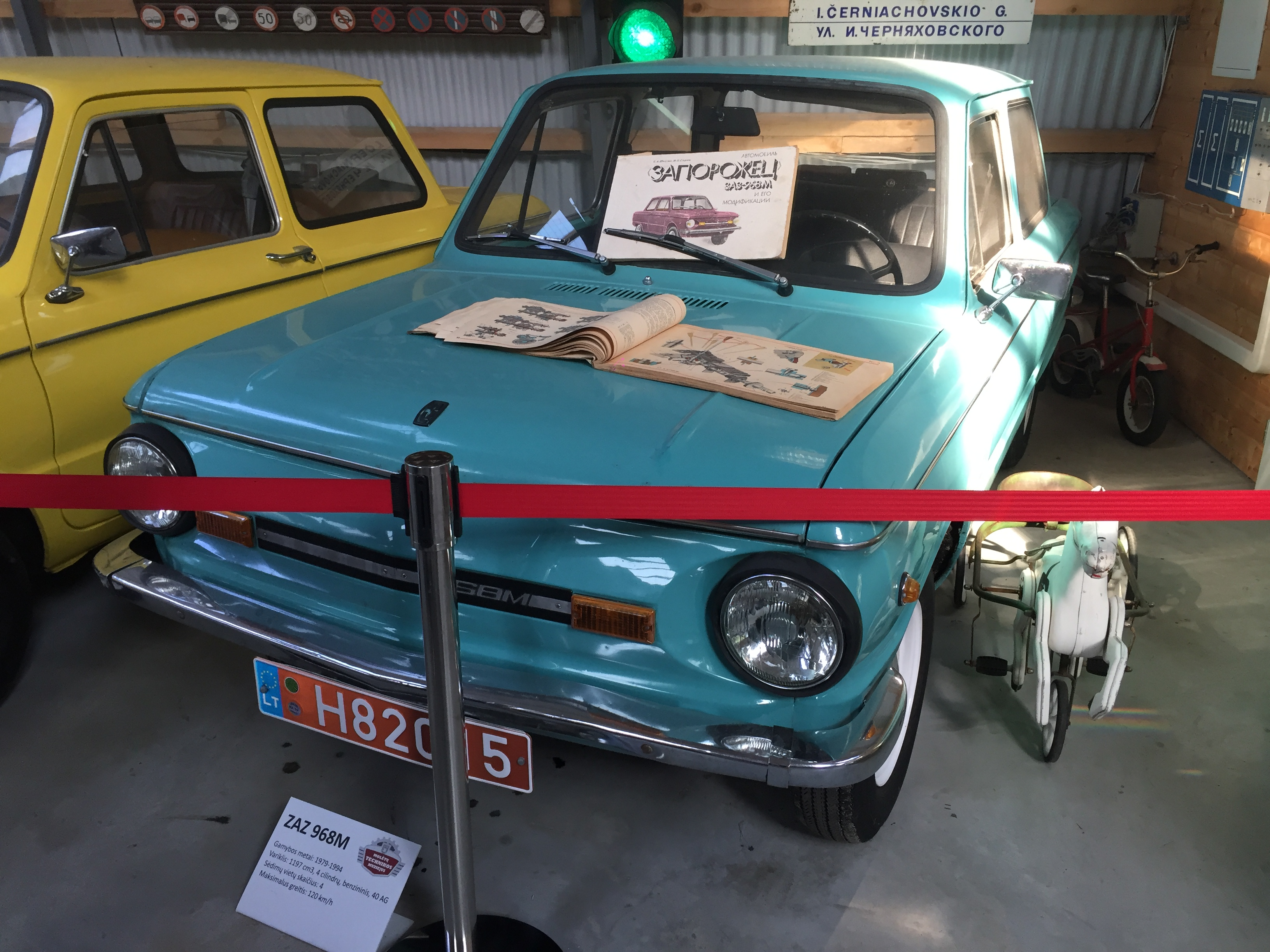
ЗАЗ-968М
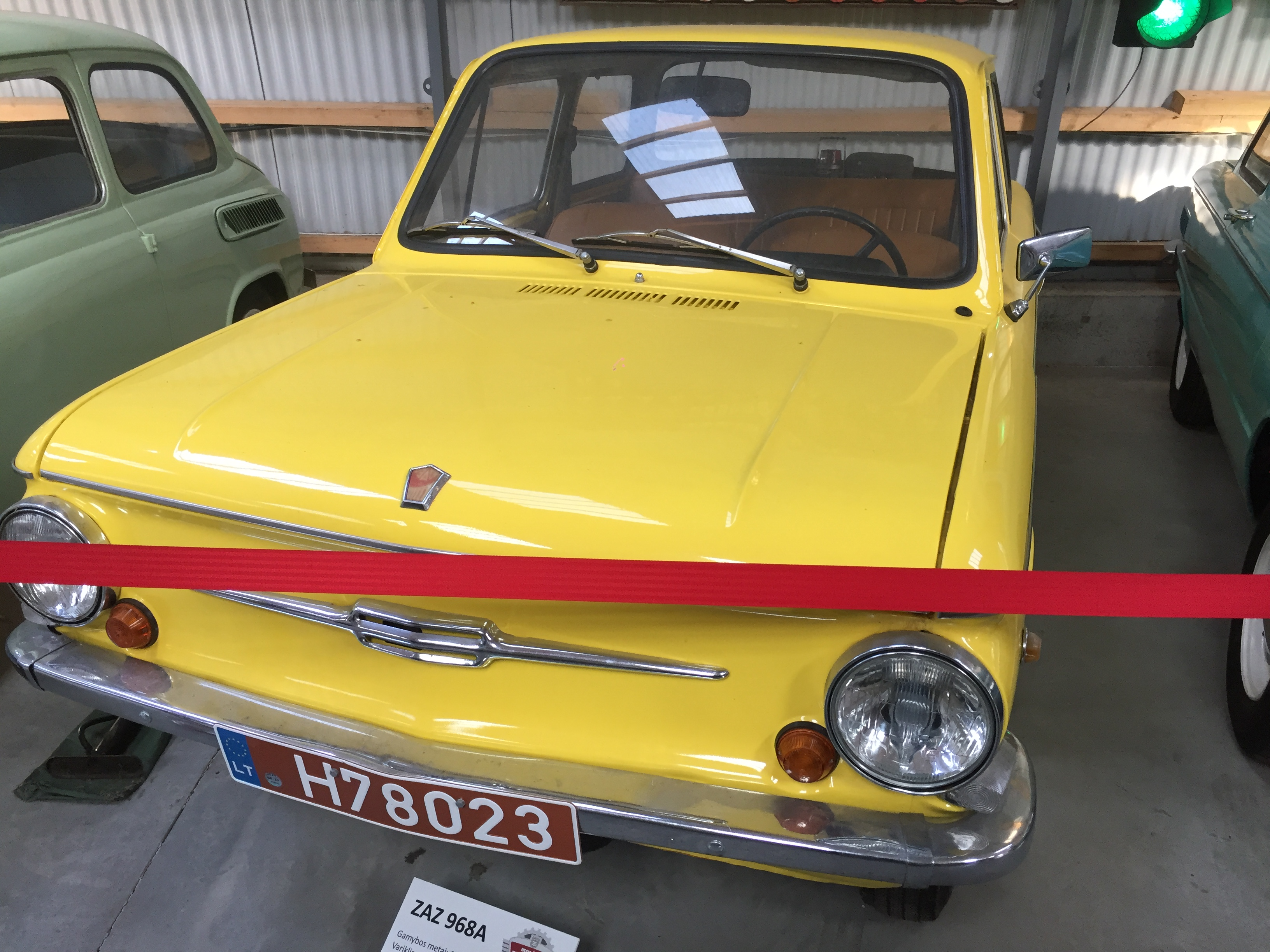
ЗАЗ-968А
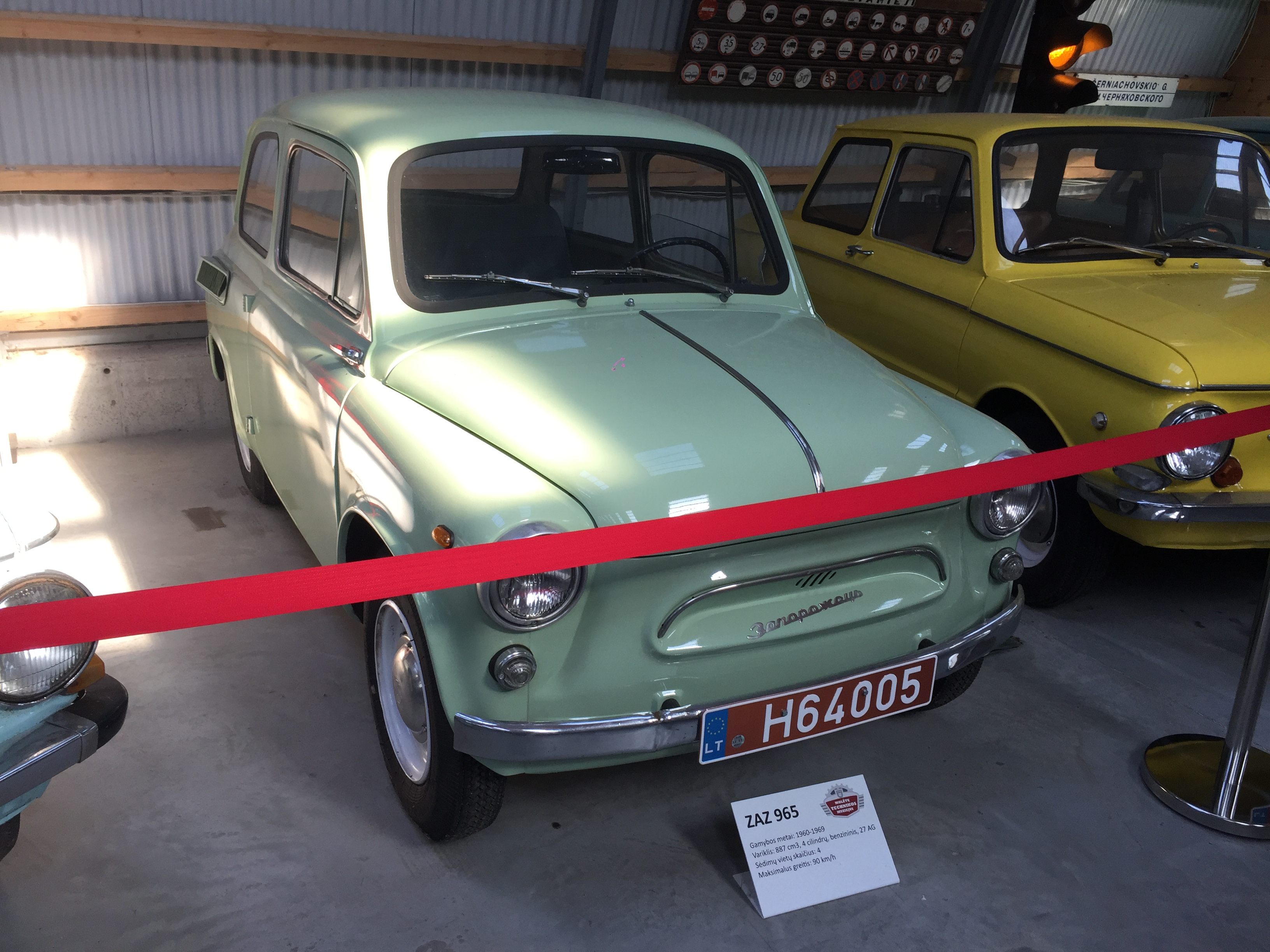
ЗАЗ-965
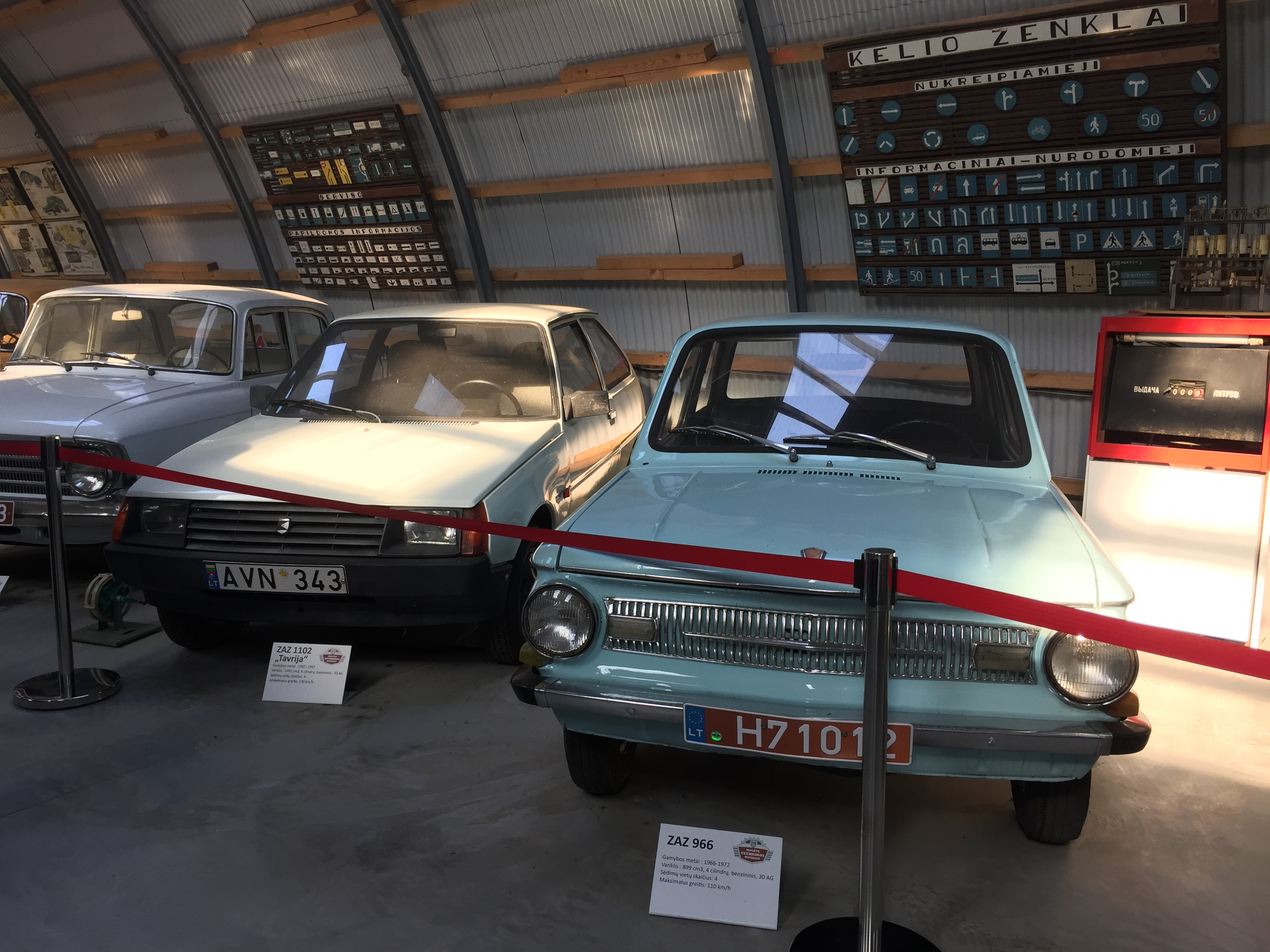
ЗАЗ-966 и ЗАЗ-1102 «Таврия»
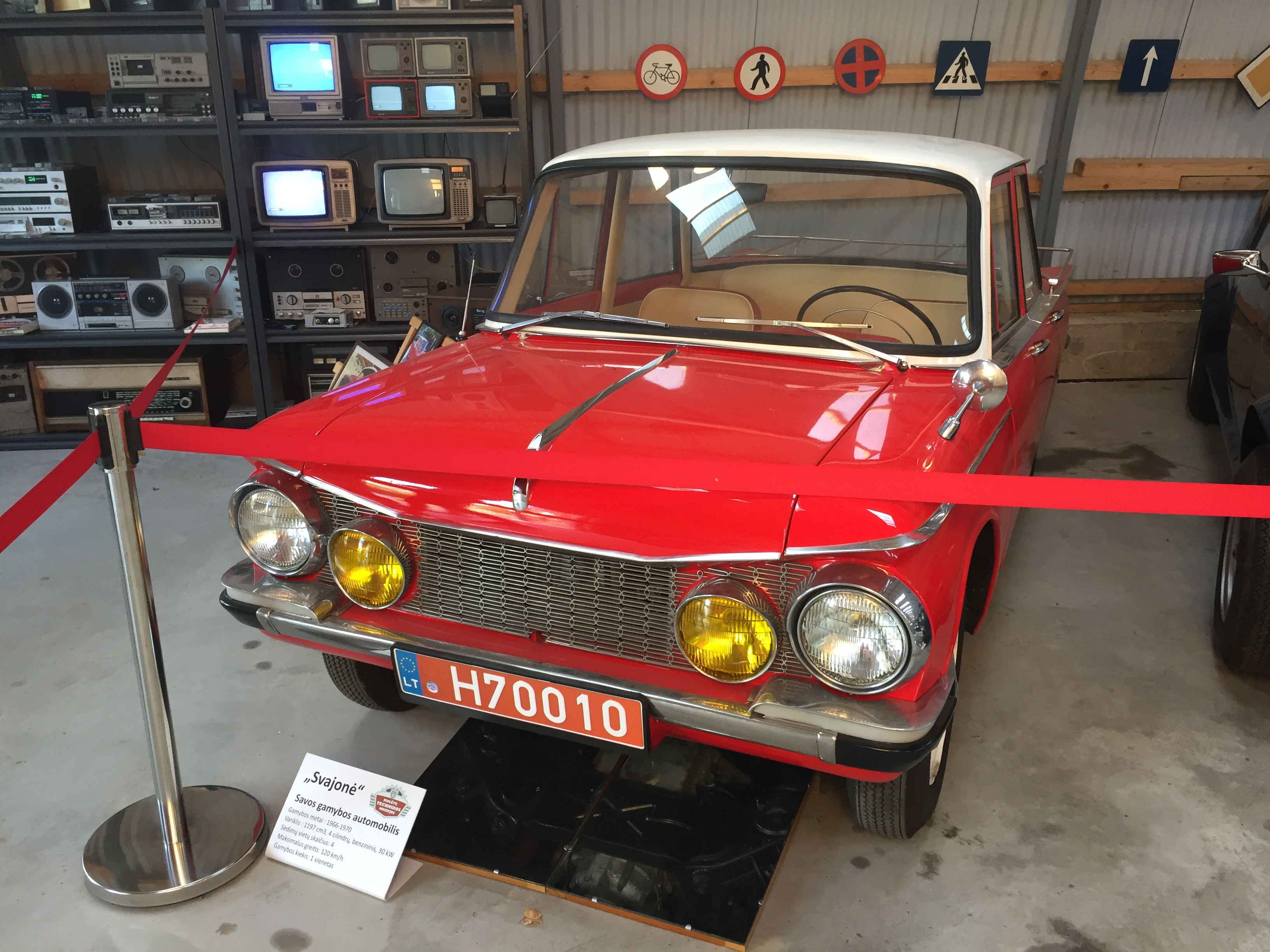
Svajonė
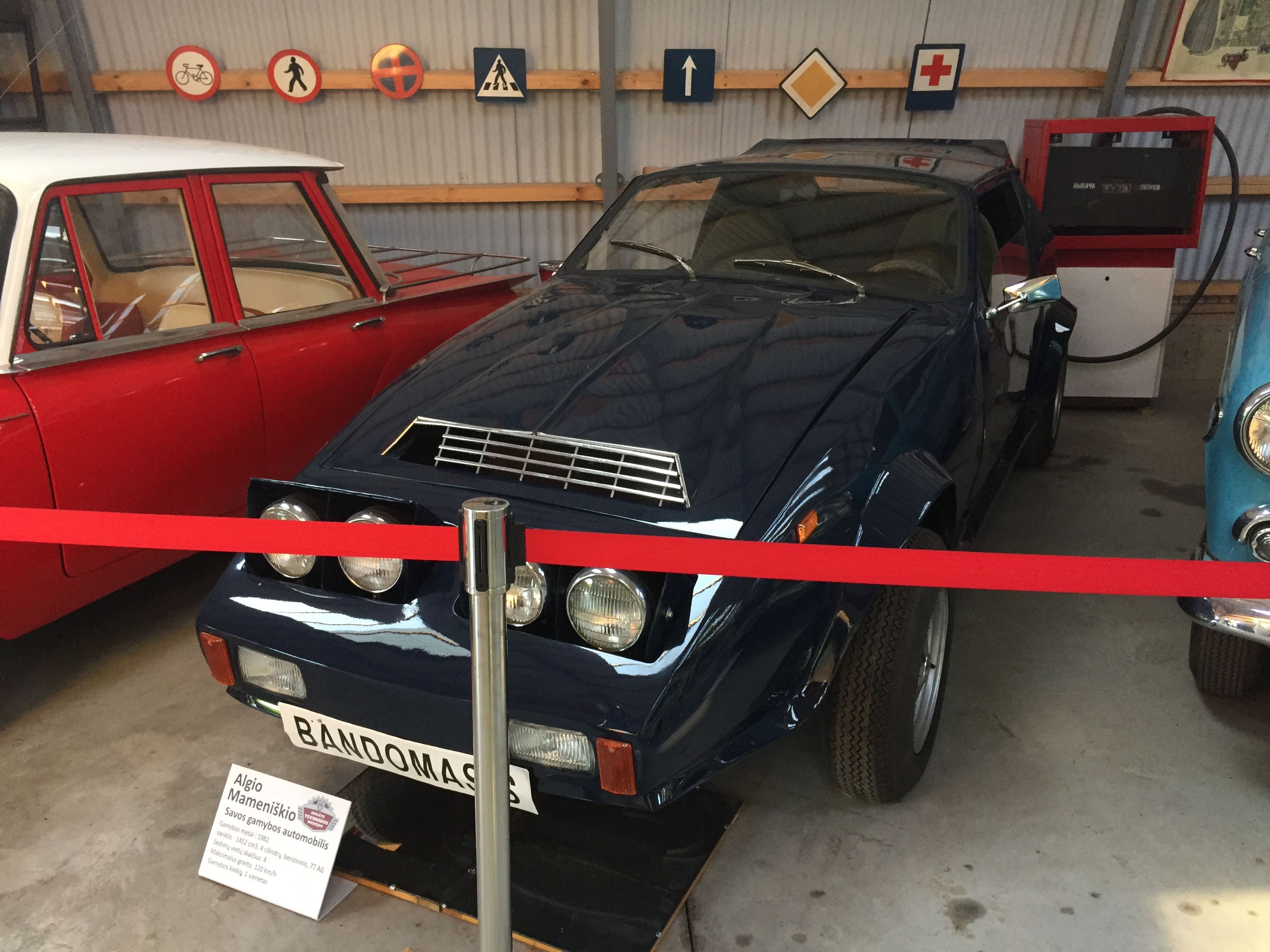
Algio Mameniškio automobilis
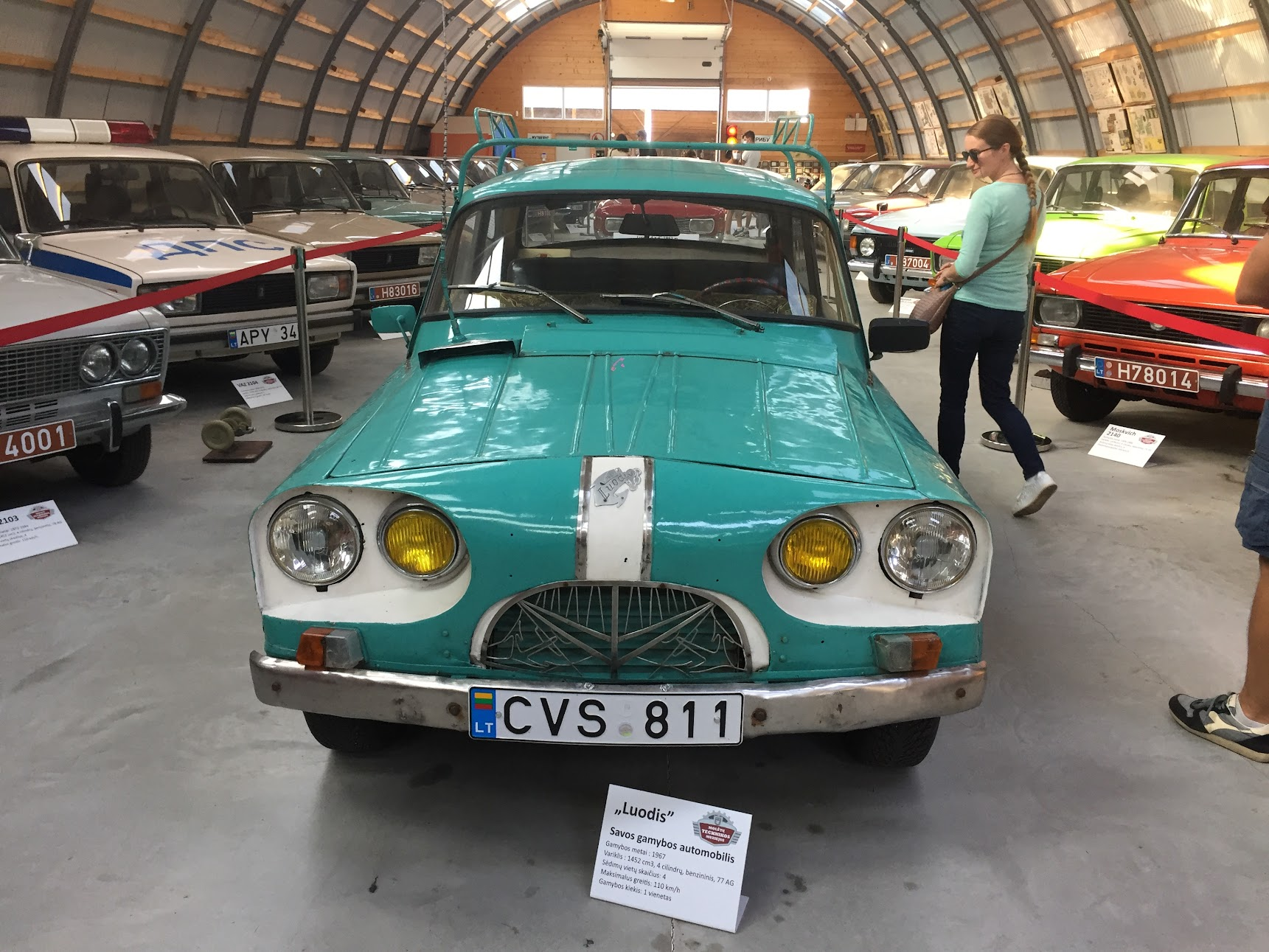
Luodis
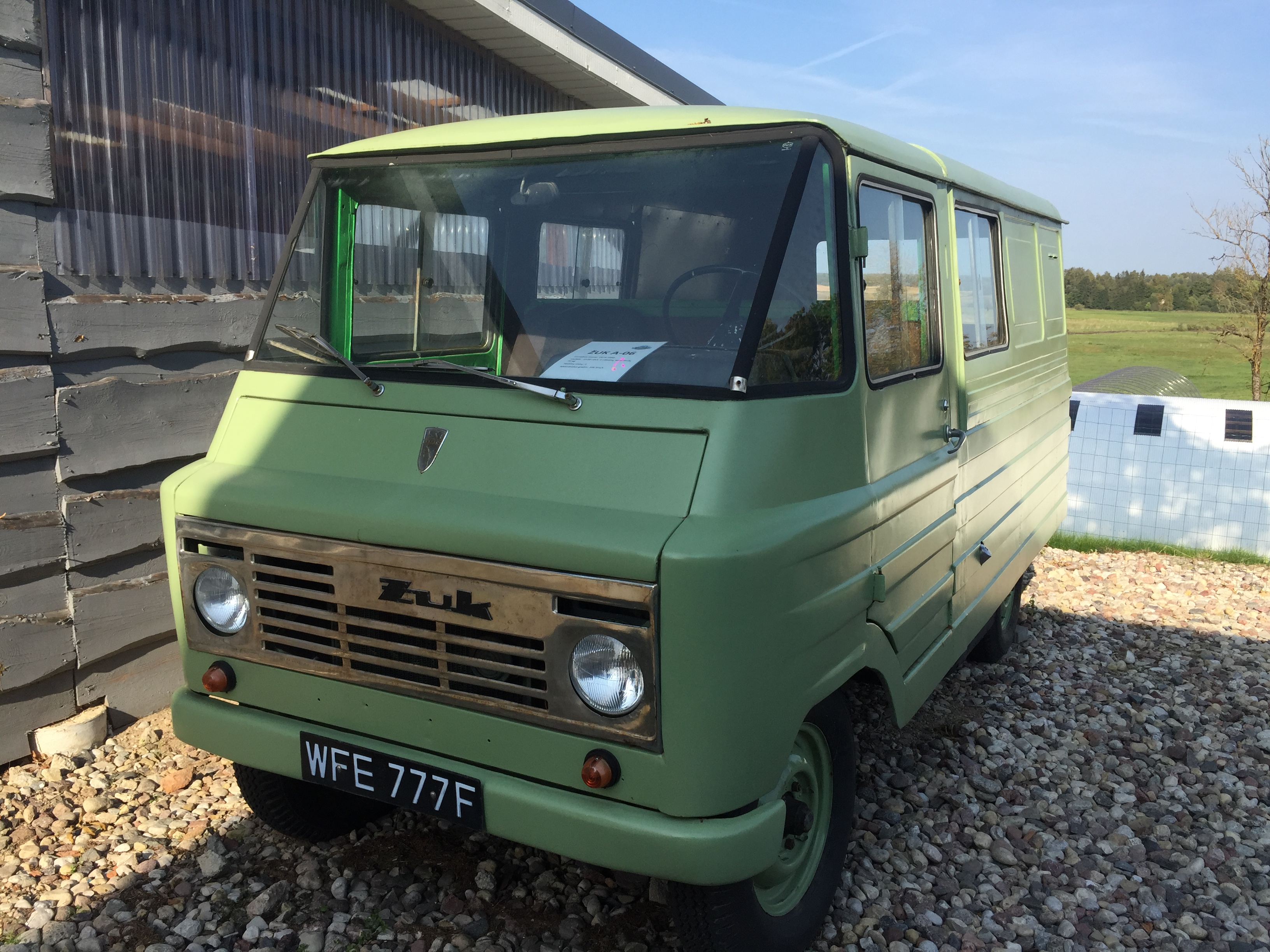
Żuk A-06
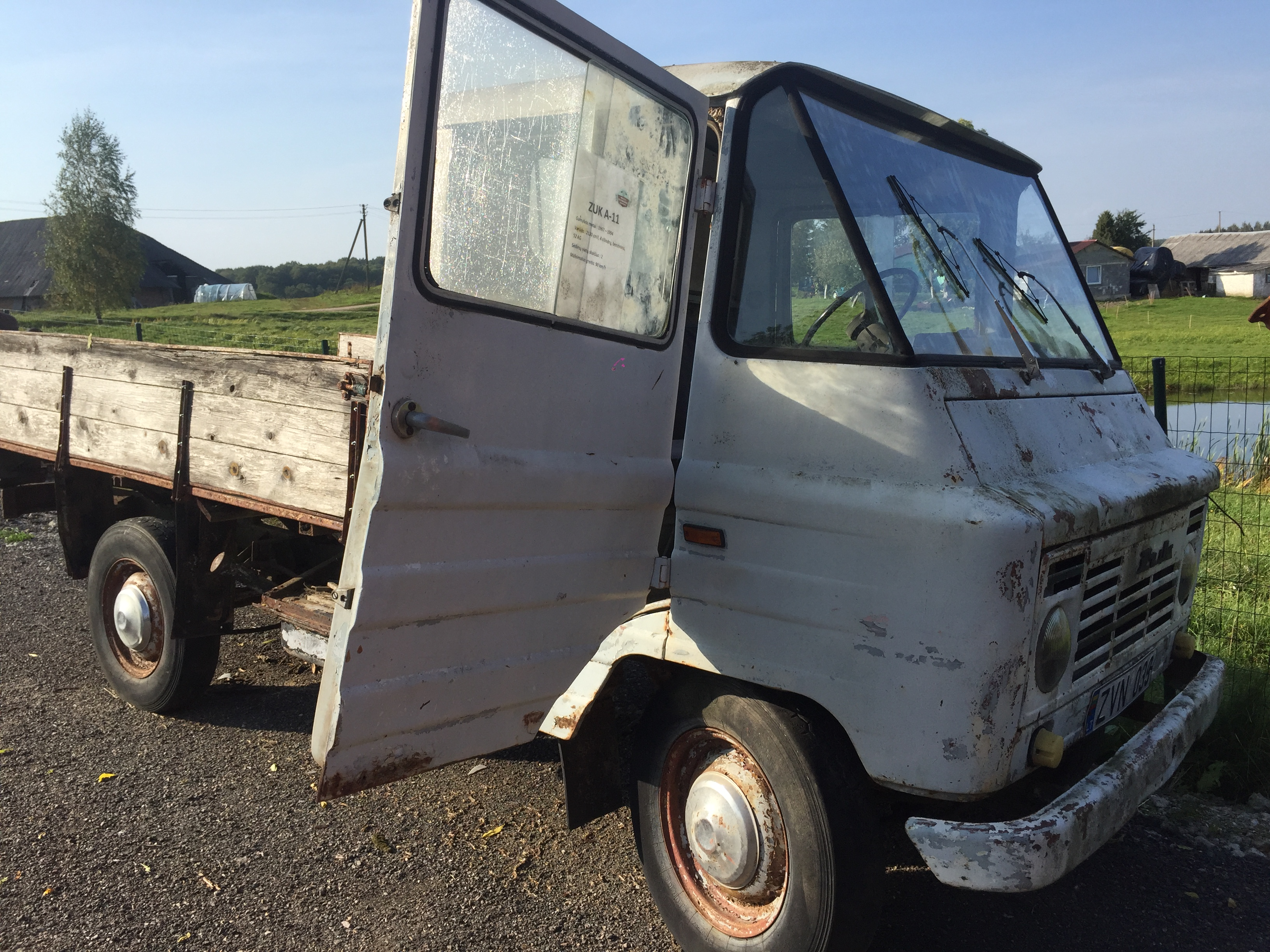
Żuk A-11
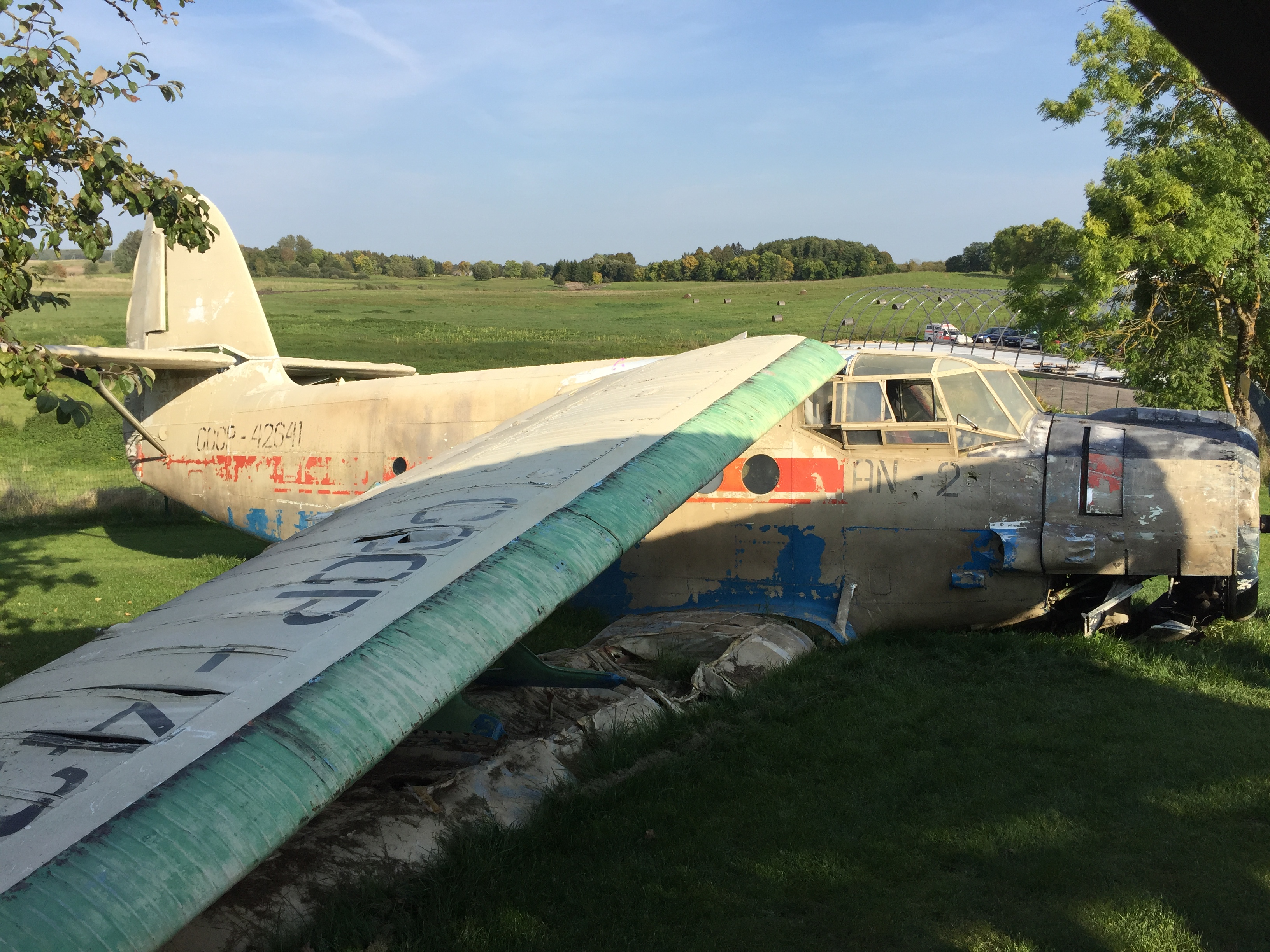
Прототип Ан-2М
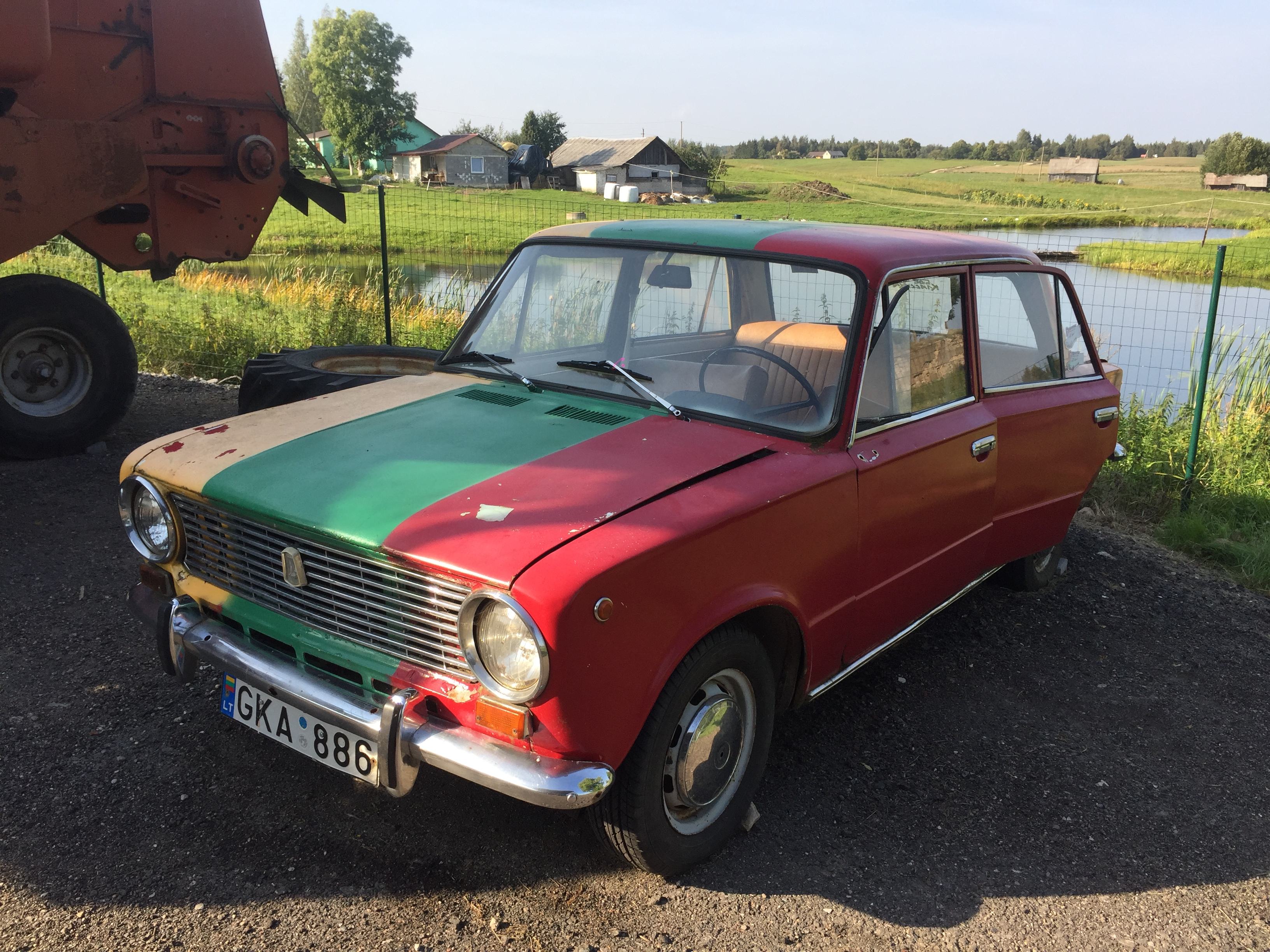
ВАЗ-2101
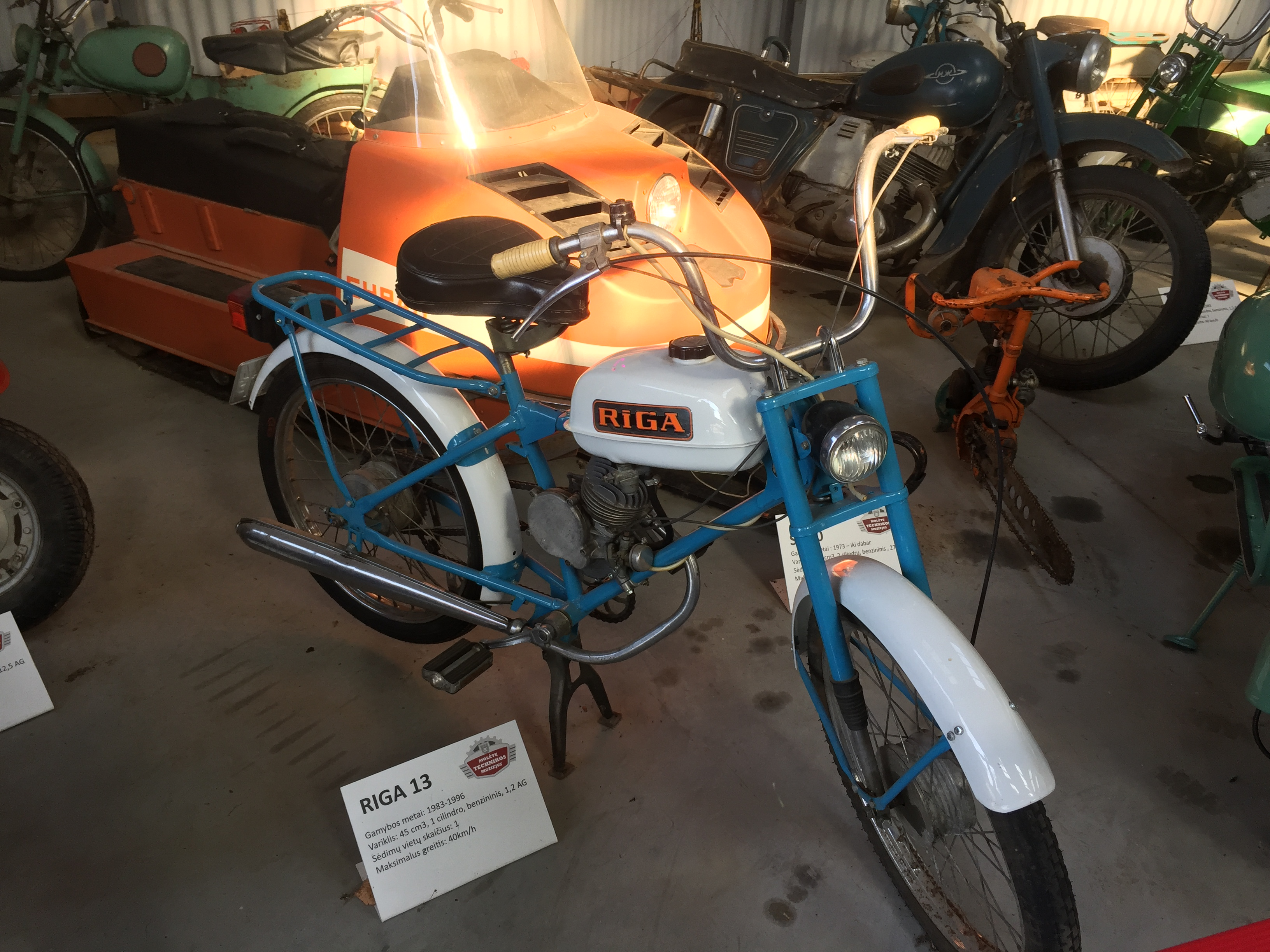
Рига-13
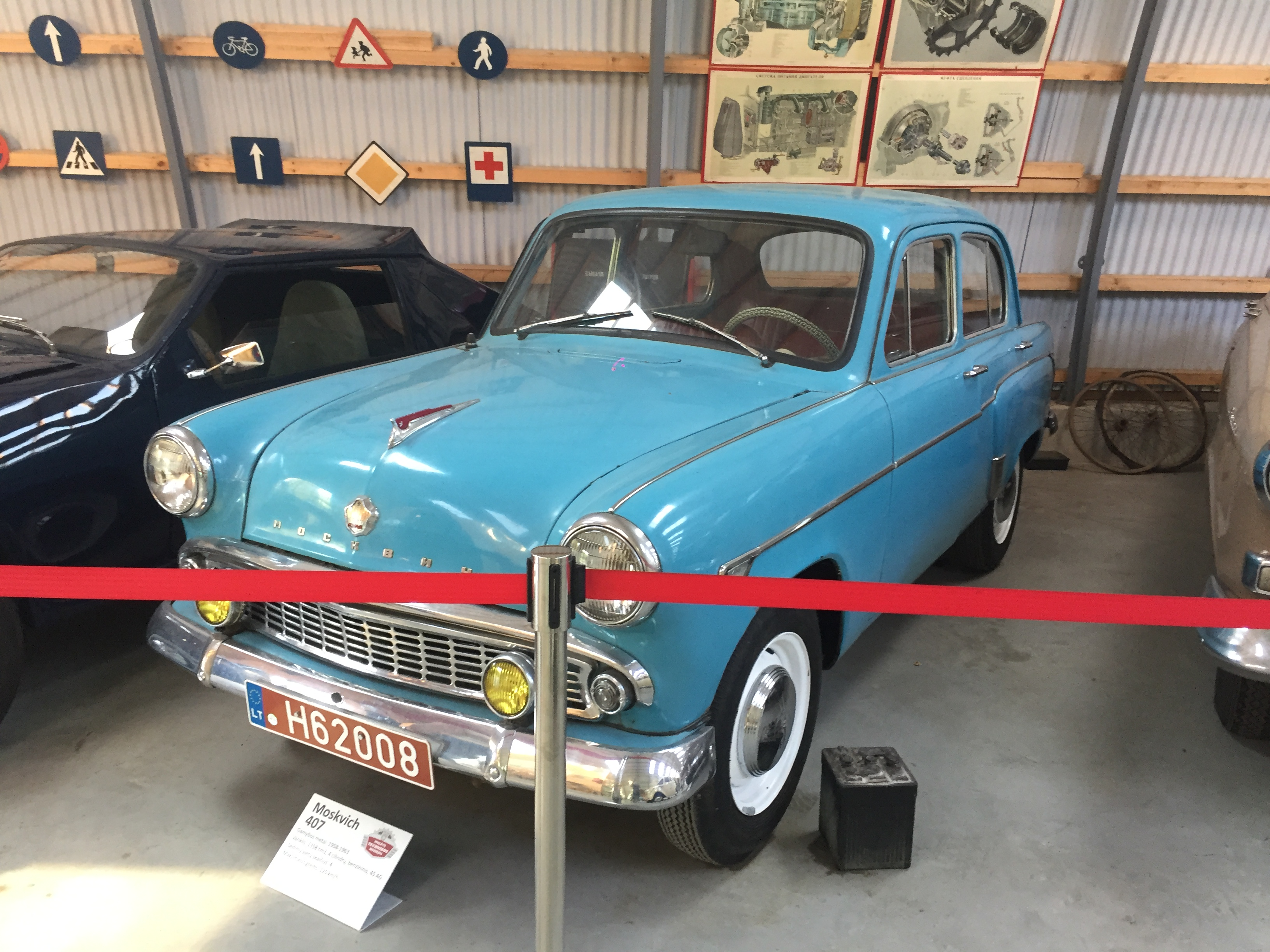
Москвич-407
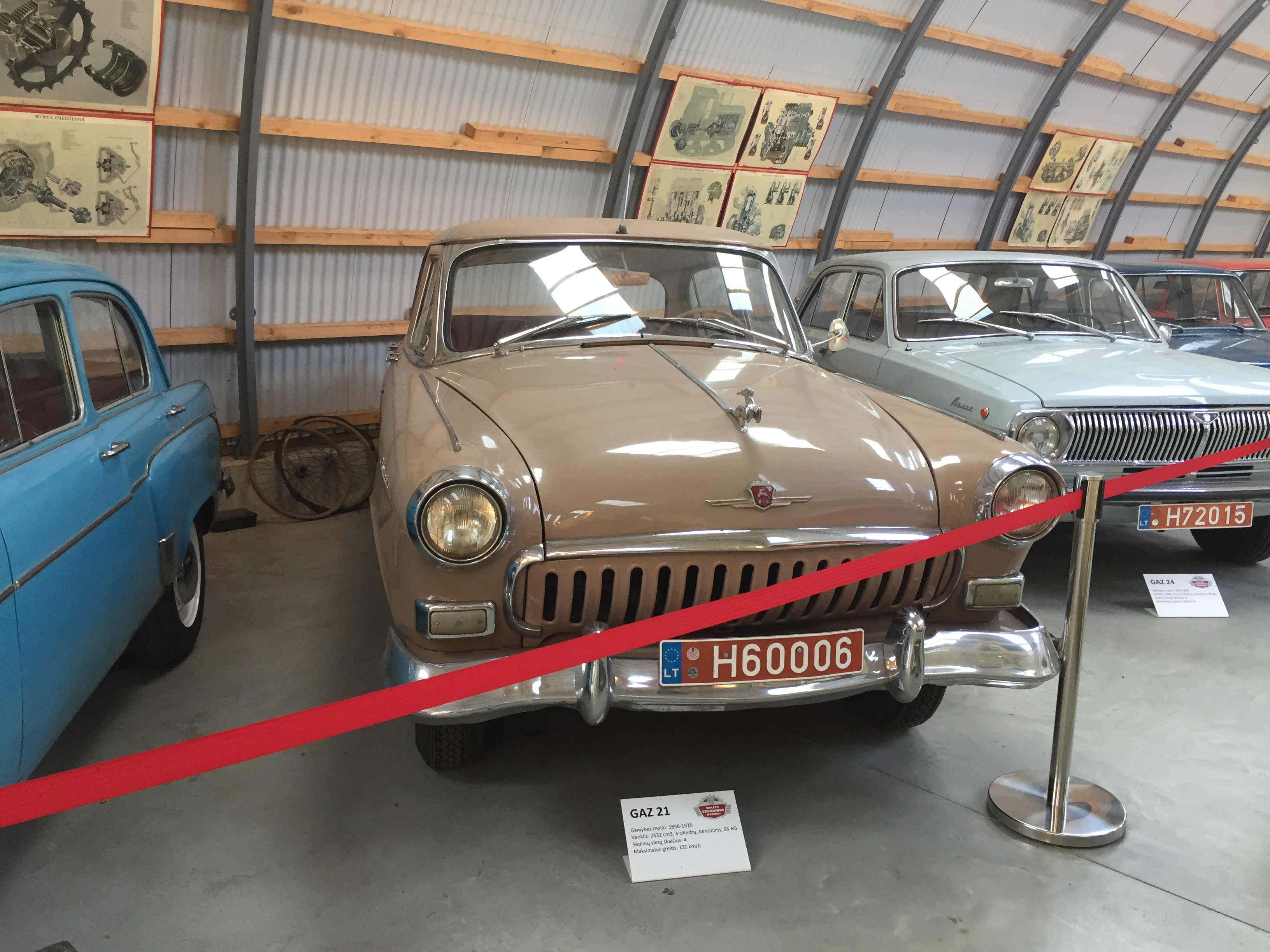
ГАЗ-21 «Второй серии»
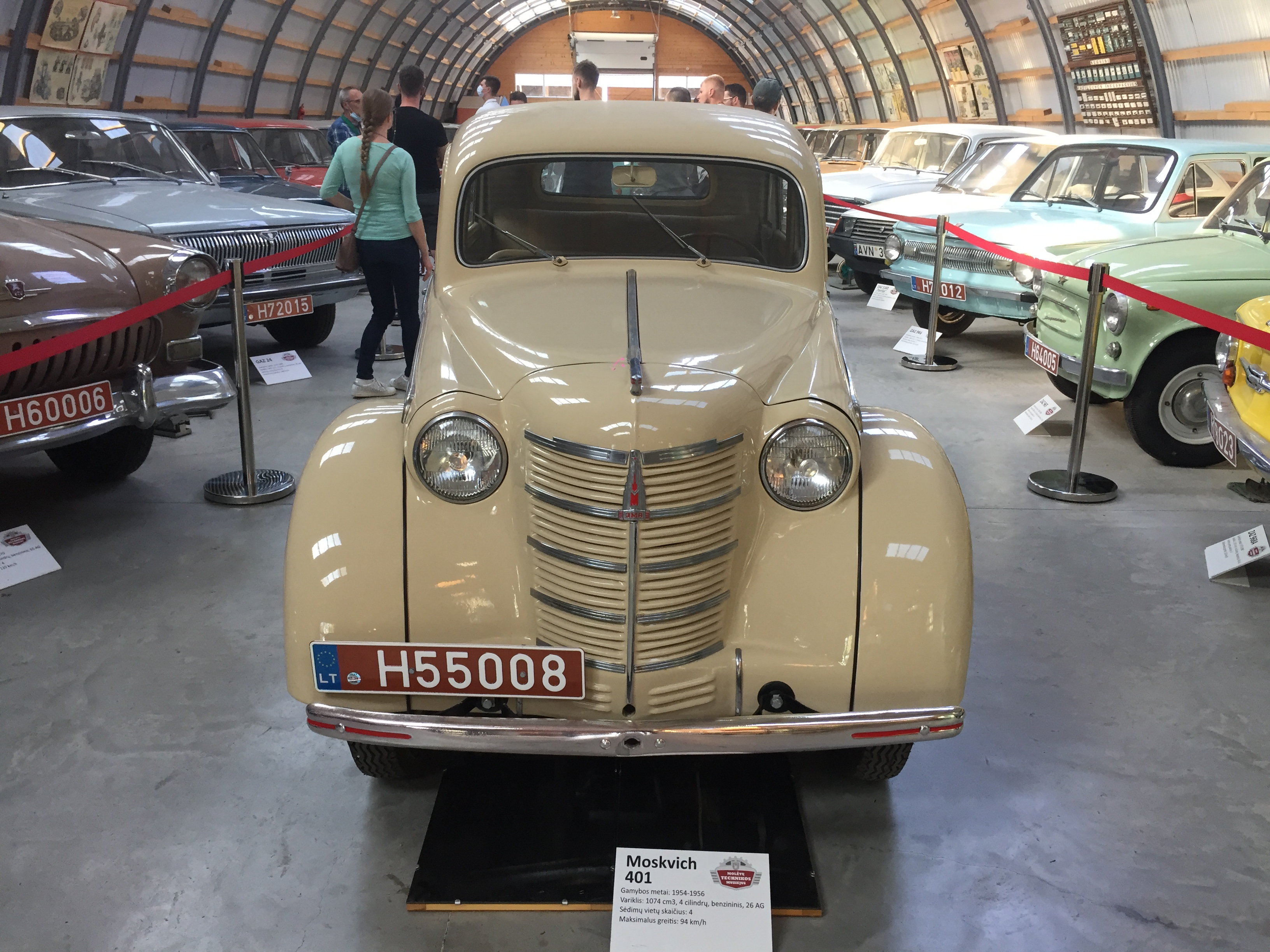
Москвич-401
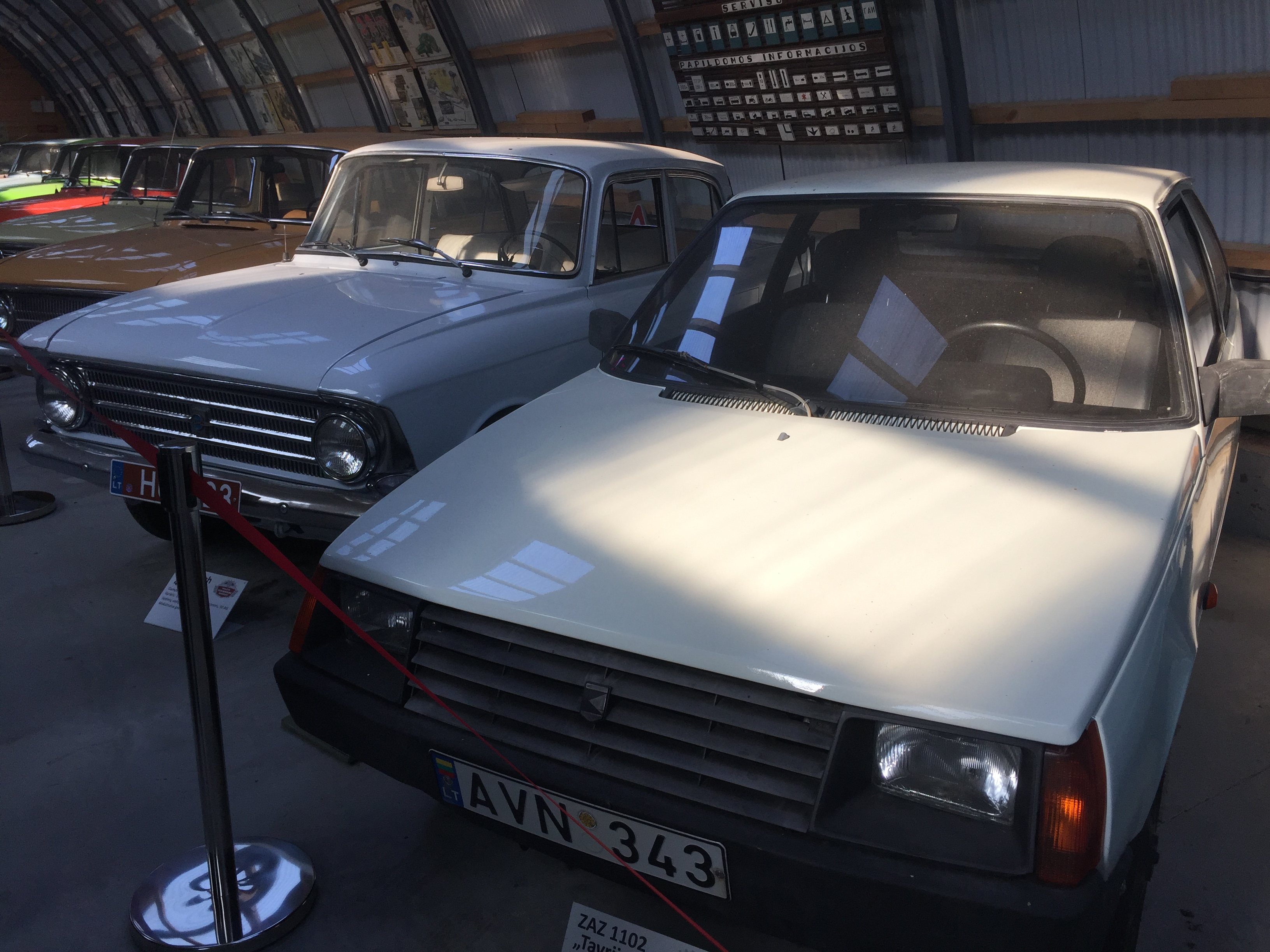
ЗАЗ-1102 «Таврия» и Москвич-408
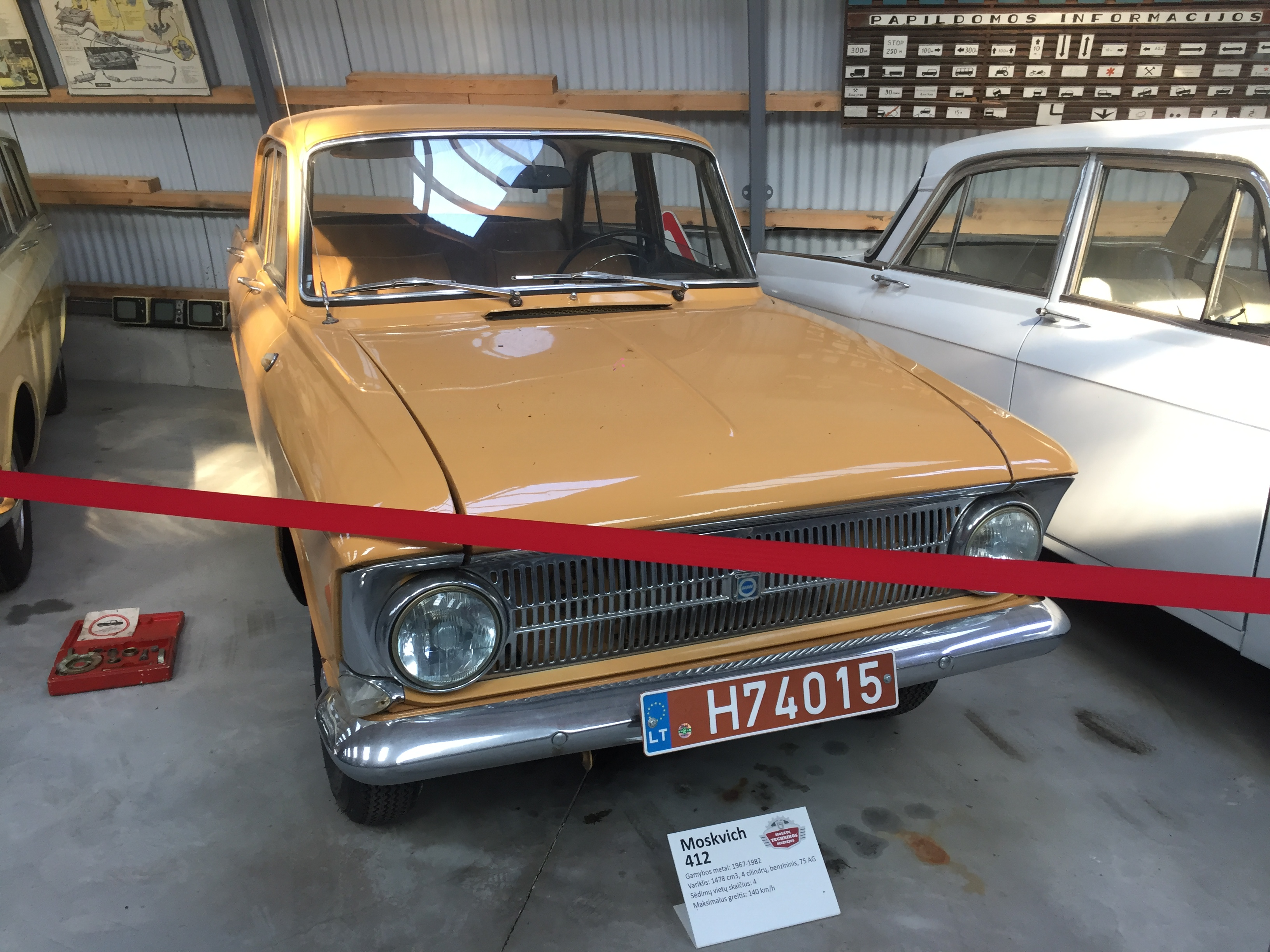
Москвич-412
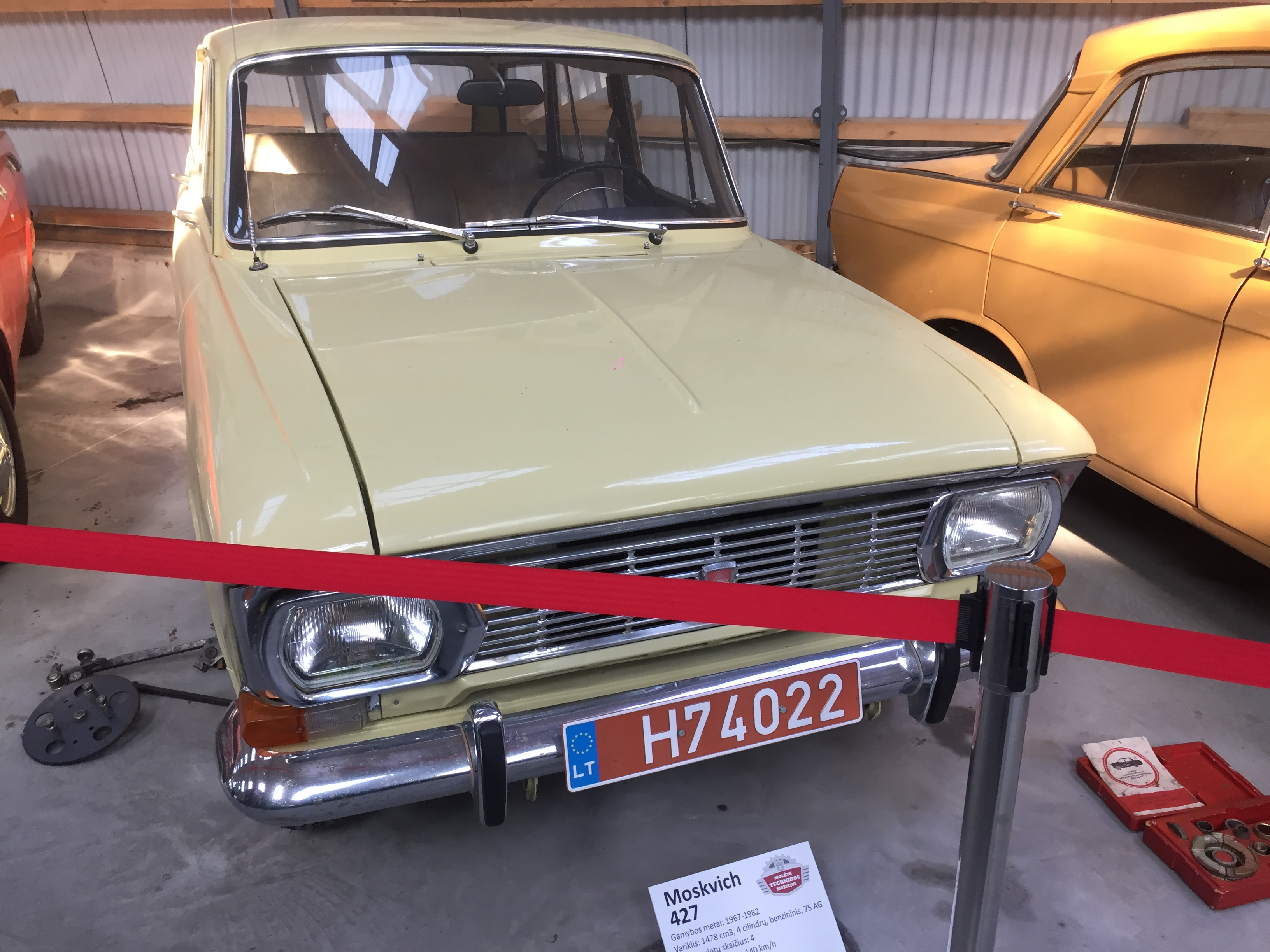
Москвич-427
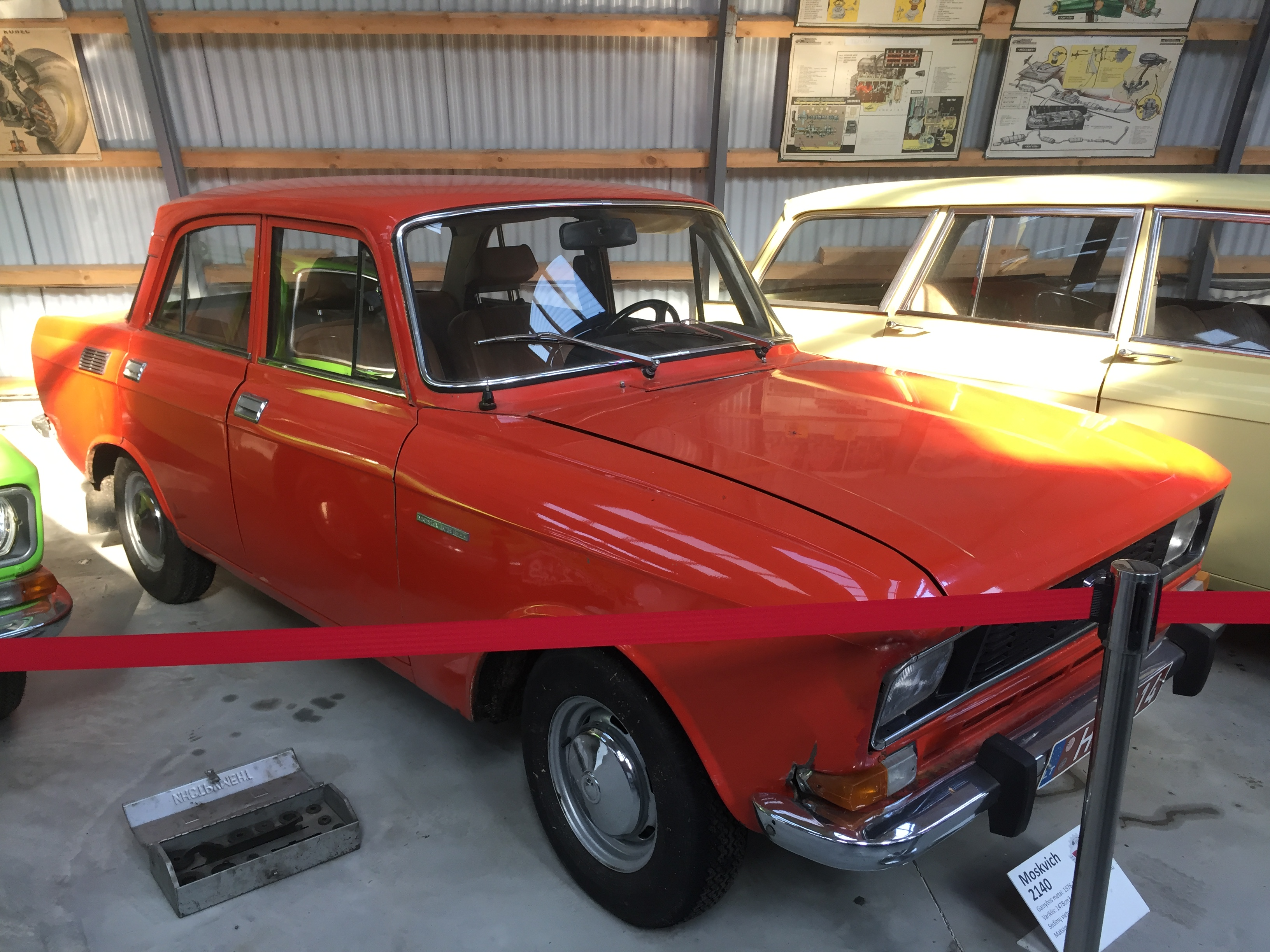
Москвич-2140
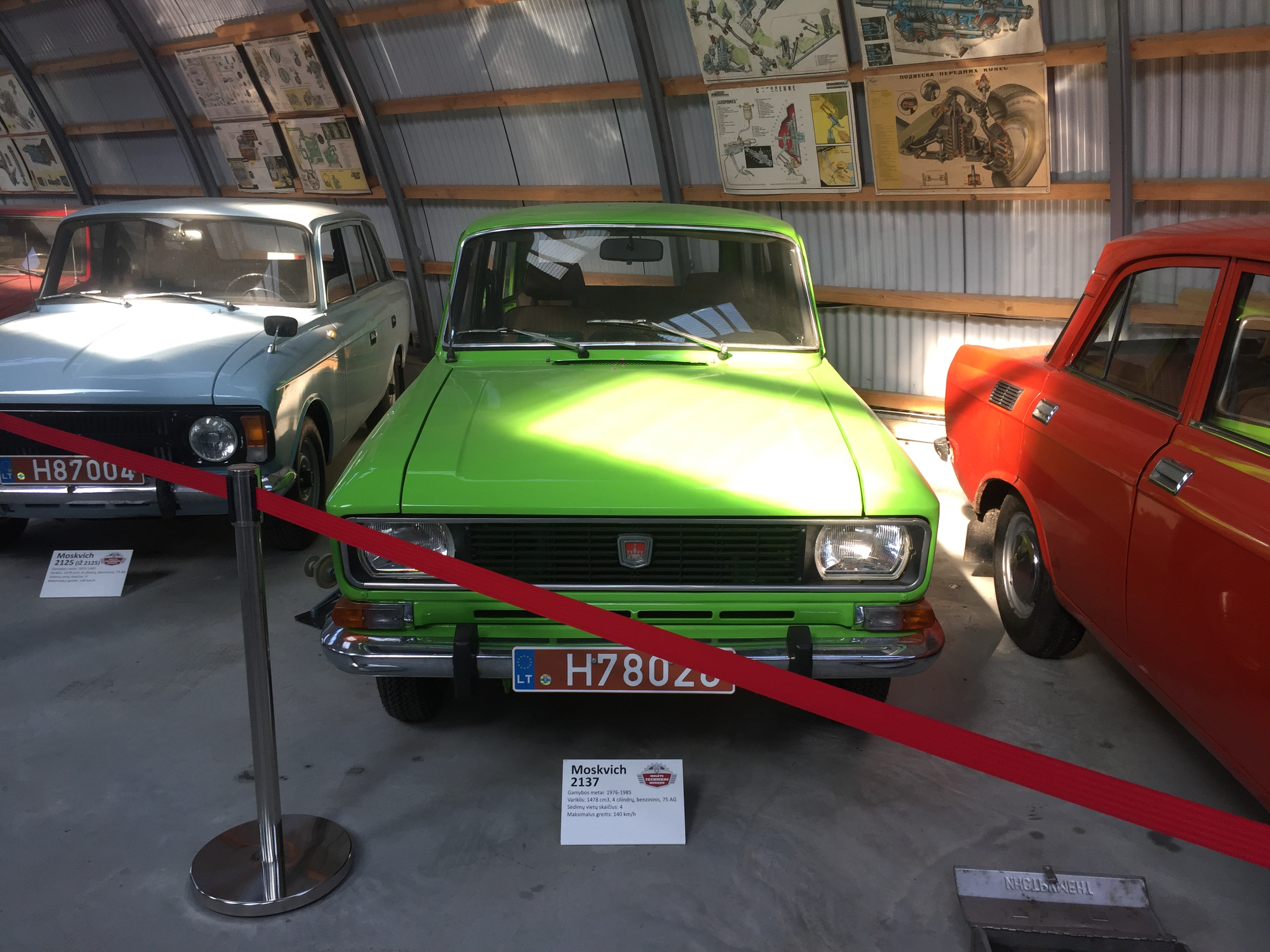
Москвич-2137
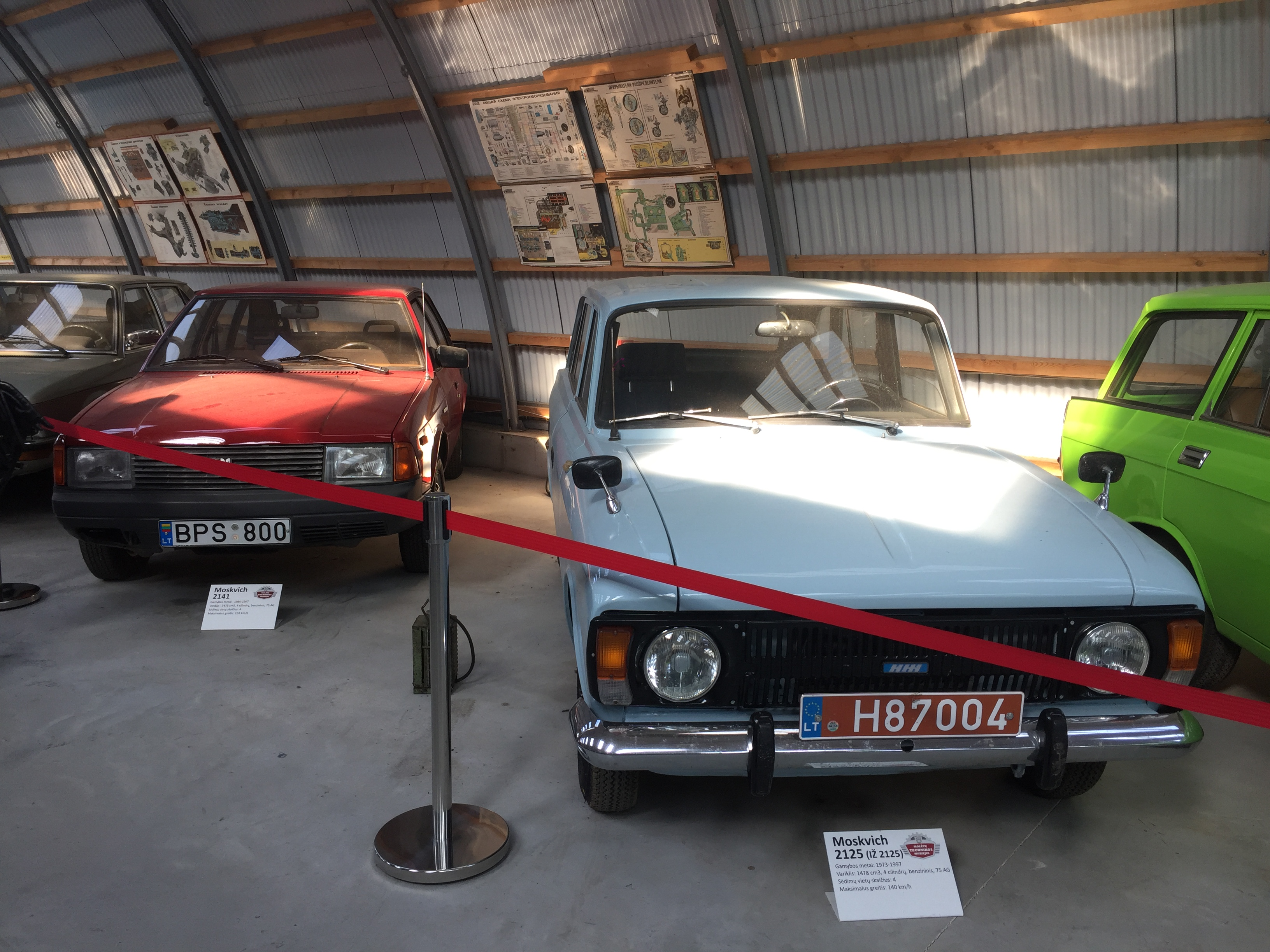
Иж-2125 и Москвич-2141
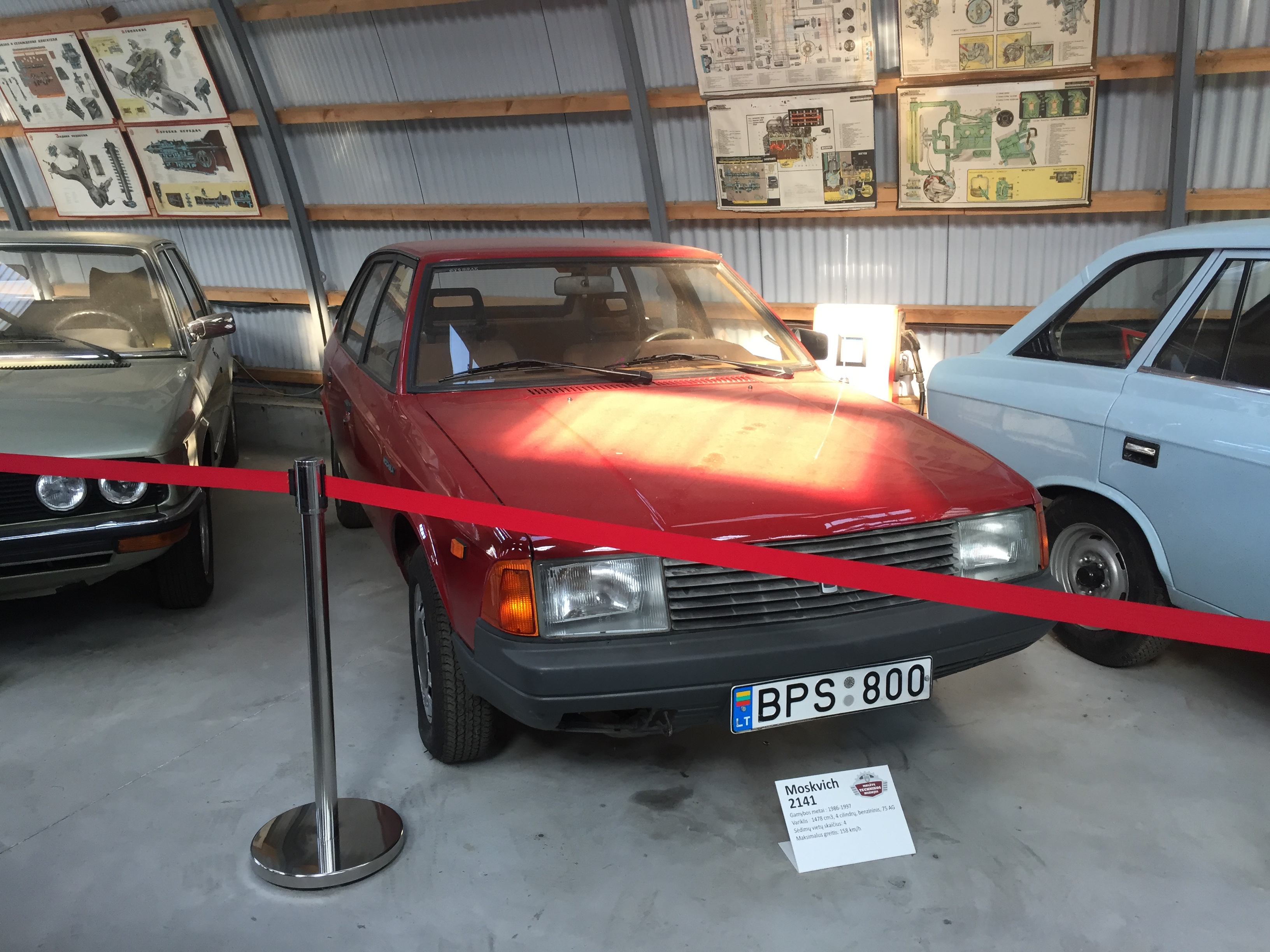
Москвич-2141
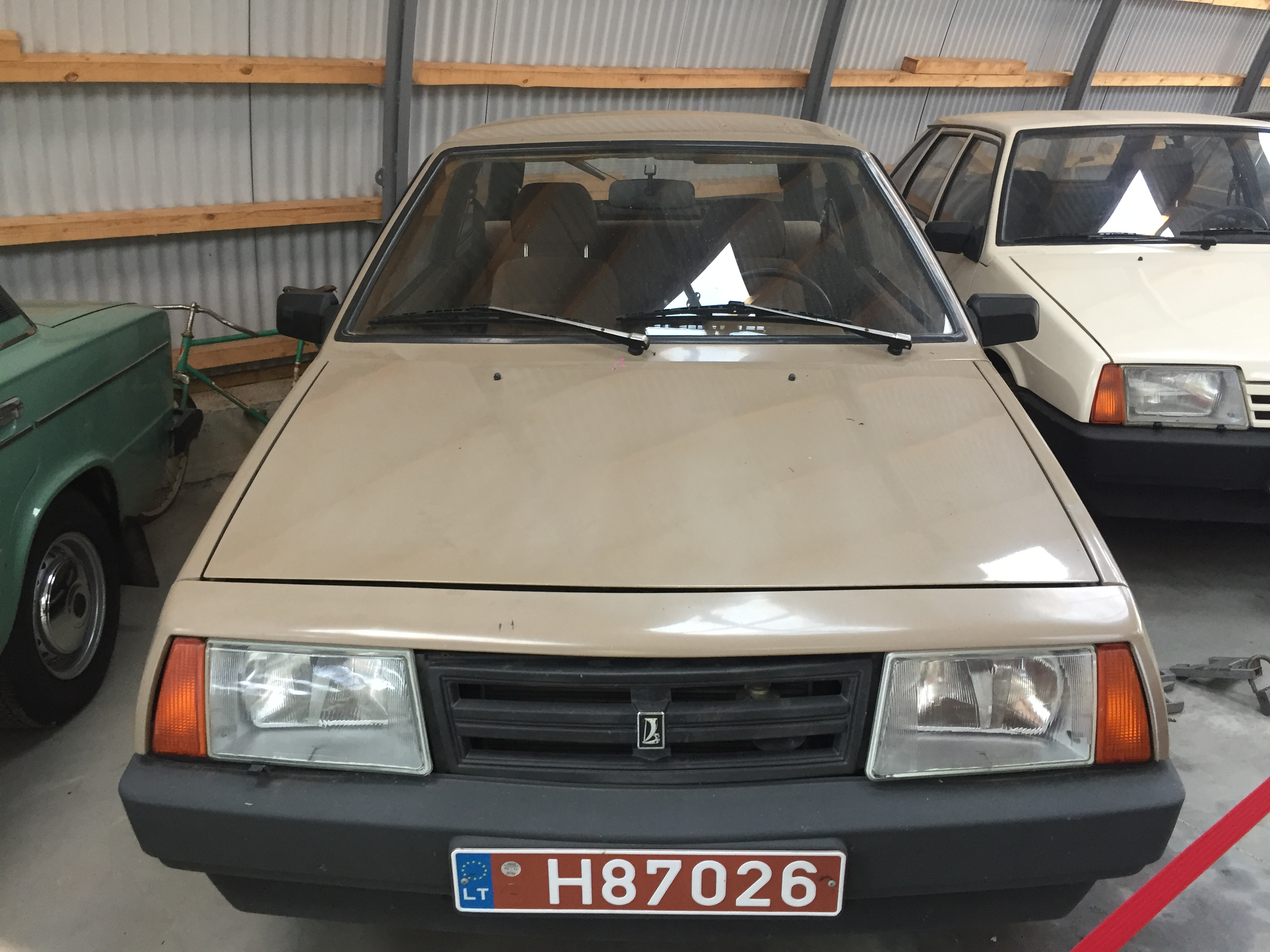
ВАЗ-2108
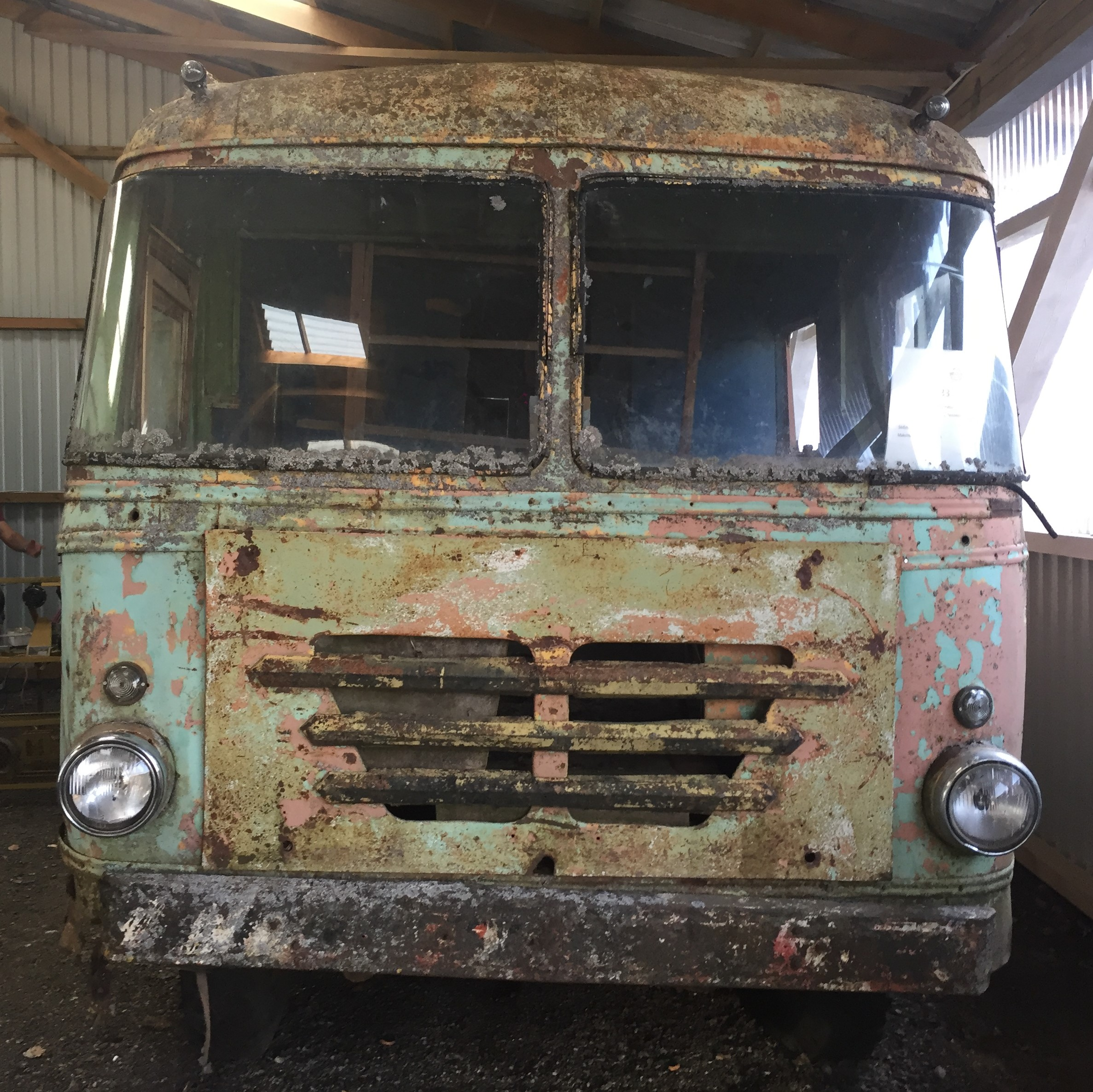
KAG-33
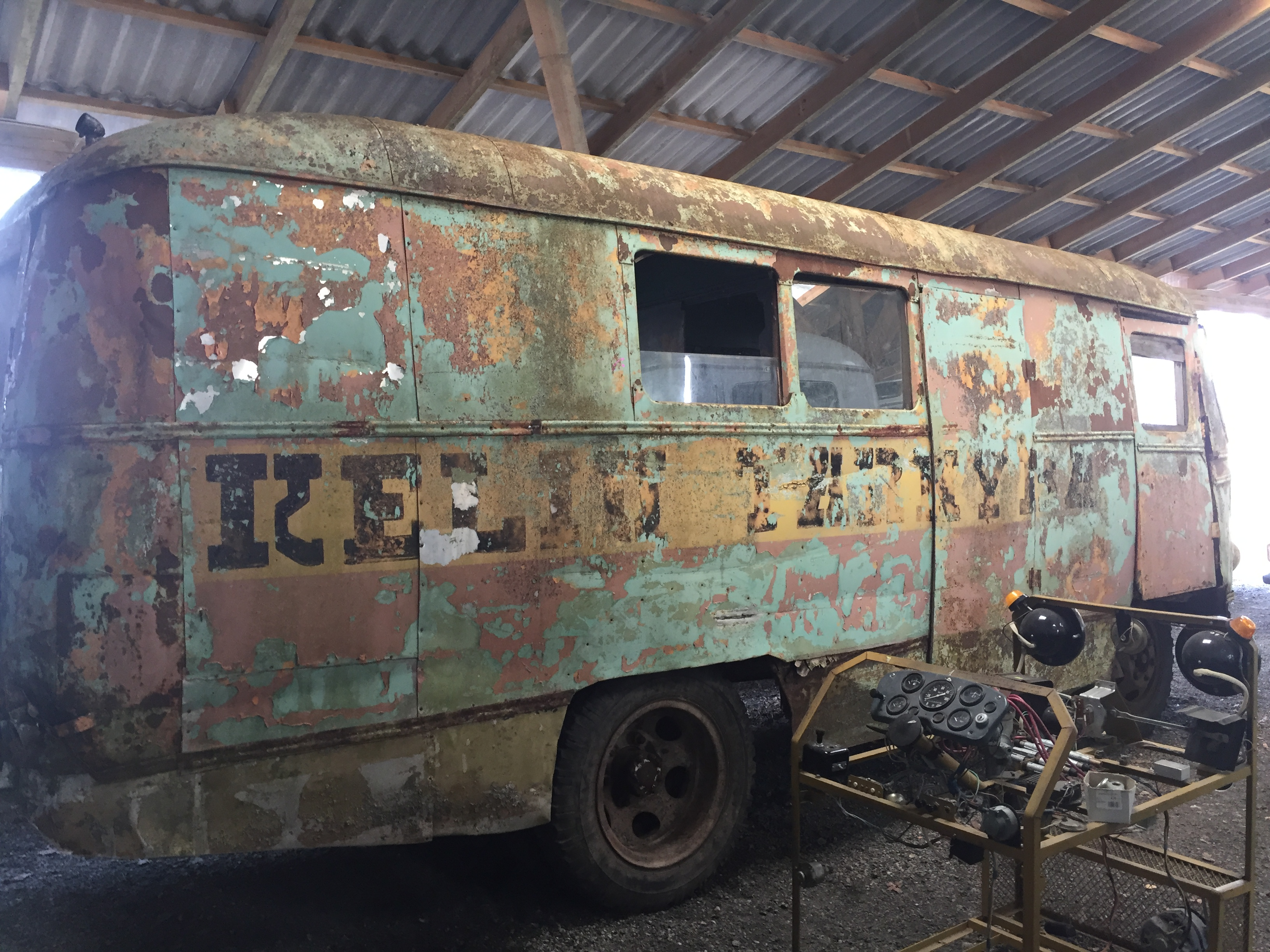
KAG-33